# Taxidermia
Taxidermia és una comèdia dramàtica surrealista de terror hongaresa del 2006 dirigida i coescrita per György Pálfi. Una coproducció internacional d'Hongria, Àustria i França, la pel·lícula gira fa una metàfora de revisió sociopolítica de la història d'Hongria des de la Segona Guerra Mundial fins als nostres dies.
Amb elements de comèdia negra i horror corporal, la història s'explica per mitjà de tres generacions d'homes hongaresos, començant amb un comandant militar de la Segona Guerra Mundial, passant a un aspirant a menjador ràpid a l'època de la Guerra Freda, i conclou amb un taxidermista modern. Va rebre crítiques positives.

## Argument
En un remot lloc militar hongarès, l'ordenat Morosgoványi Vendel viu una miserable existència de servitud sota el taló del seu tinent, Öreg Balatony Kálmán. Condemnat a fer tasques domèstiques per a l'oficial i la seva família mentre dorm en una barraca sense calefacció al costat de les latrines, Morosgoványi s'escapa amb freqüència a la fantasia. Tan realistes són aquestes fantasies que en un cas ambigu, Morosgoványi dorm amb la dona del tinent i la impregna i "es desperta" per trobar-se compromès en un acte de sodomia amb un porc sacrificat. En veure això, el tinent executa ràpidament Morosgoványi i cria el fill, Balatony Kálmán, com a propi.
Dècades després, Kálmán s'ha convertit en un campió hongarès de menjar ràpid. Entrenat i influenciat per l'estricte Jenő, la vida de Kálmán gira al voltant de l'entrenament per a l'eventual dia en què el COI reconegui el menjar ràpid com un esport legítim. Després d'un atac de mandíbula en un esdeveniment soviètic i de fugir amb el seu també campió de menjar ràpid Aczél Gizi, Kálmán reprèn el seu rigorós entrenament, tot i que Gizi dona a llum el seu fill, Balatony Lajoska.
Uns anys després, Lajoska s'ha convertit en una taxidermista professional i dedicat. En contrast amb la circumferència dels seus pares, Lajoska sembla pàl·lid i empobrit, amb un marc anèmic prim i un rostre embruixat. Quan no treballa a la seva botiga de taxidèrmia o fracassa en els seus intents de portar una vida normal, Lajoska compra queviures per al seu pare Kálmán, que s'ha fet tan monstruosament obès que no pot deixar la cadira del seu apartament claustrofòbic. Kálmán, que alimenta els seus gats engabiats amb mantega, no té més que unes dures paraules per al seu fill que, en arribar al seu punt de ruptura, abandona el seu pare. Tornant més tard, descobreix que els gats han escapat de les seves gàbies i, desitjant carn, han eviscerat el seu pare.
Lajoska emboca el seu pare i els gats. Amb poc per viure, es tanca amb un arnès quirúrgic casolà i, mitjançant l'ús de sedants, analgèsics i una màquina cor-pulmó, comença a extirpar els seus propis òrgans interns. Omplint-se el cos de preservatius i cosint-se, activa la màquina que el decapita, deixant enrere una estàtua conservada. El seu cos es mostra en una exposició al costat dels gats i el seu pare.

## Repartiment
- Csaba Czene com Morosgoványi Vendel
- Gergely Trócsányi com a Balatony Kálmán
- Piroska Molnár com a Hadnagyné
- Adél Stanczel com Aczél Gizi
- Marc Bischoff com a Balatony Lajoska
- István Gyuricza com a Hadnagy
- Gábor Máté com a Öreg Balatony Kálmán
- Zoltán Koppány com a Miszlényi Béla
- Erwin Leder com a Krisztián
- Éva Kuli com a Leona
- Lajos Parti Nagy com a Dédnagypapa
- Attila Lőrinczy com a Pap
- Mihály Pálfi com a Baba

## Música
La pel·lícula inclou música de l'artista electrònic Amon Tobin, publicada en la seva recopilació de 2012 Boxset. A més conté música escrita per la banda Hollywoodoo durant els crèdits finals. La cançó es titula "Erdő" (traduït com a "Bosc") i és de l'àlbum "Karmolok, harapok" publicat el 2004, que traduït directament de l'hongarès a l'anglès significa "Esgarrapo, mossego". El vídeo musical està dirigit per Pálfi i conté moltes escenes de la pel·lícula, incloses còpies d'escenes que contenen diversos membres de la banda.

## Estrena
Taxidermia es va estrenar al Festival de Cinema hongarès el 3 de febrer de 2006 abans de projectar-se a la secció Un Certain Regard al 59è Festival Internacional de Cinema de Canes Es va estrenar a França a través de Memento Films el 23 d'agost de 2006, a Hongria el 9 de novembre i a Àustria (també a Hongria) a través de Pool Filmverlieh el 9 de febrer de 2007.
La pel·lícula va rebre una estrena en cinemes, encara que limitada, als Estats Units el 14 d'agost de 2009. Va ser estrenada en dues sales per Regent Releasing i va recaptar 11.408 $.

### Recepció crítica
Malgrat la seva naturalesa divisoria, "Taxidermia" va cridar l'atenció al circuit de festivals i va rebre diversos premis i nominacions. Va actuar en prestigiosos festivals de cinema com el Festival de Cinema de Canes i va ser la presentació d'Hongria per a la categoria de millor pel·lícula en llengua estrangera als 79è Premis de l'Acadèmia. Amb el pas dels anys, "Taxidermia" ha desenvolupat un seguit de culte entre els aficionats al cinema no convencional i d'avantguarda. La seva audàcia i la seva voluntat de superar els límits han contribuït al seu estatus de pel·lícula de culte.
Al lloc web de l'agregador de ressenyes Rotten Tomatoes, la pel·lícula té una puntuació d'aprovació del 81% basada en 47 ressenyes, amb una puntuació mitjana de 6,68/10. El consens crític del lloc web diu: "Surrealista i visualment sorprenent, Taxidermia és, de vegades, gràfica i difícil de veure, però toca de manera creativa temes inquietants amb imaginació i enginy." A Metacritic, que assigna una puntuació normalitzada a les crítiques, la pel·lícula té una puntuació mitjana ponderada de 83 sobre 100, basada en 9 crítics, que indica "aclamació universal". Deloret Imnidian del lloc web High on Films va escriure "Taxidermia iés una pel·lícula deliciosa per a aquells que la puguin digerir". a la seva ressenya de 4,5 estrelles de la pel·lícula.